# Ballspielverein Borussia 09 Dortmund 1984-1985
Questa voce raccoglie le informazioni riguardanti il Ballspielverein Borussia 09 Dortmund nelle competizioni ufficiali della stagione 1984-1985.

## Stagione
Nella stagione 1984-1985 il Borussia Dortmund, allenato da Timo Konietzka, Reinhard Saftig e Erich Ribbeck, concluse il campionato di Bundesliga al 14º posto. In Coppa di Germania il Borussia Dortmund fu eliminato al secondo turno dallo Schalke 04.

## Rosa
| N. |                     | Ruolo | Calciatore         |
| -- | ------------------- | ----- | ------------------ |
|    | Germania (bandiera) | P     | Eike Immel         |
|    | Germania (bandiera) | P     | Rolf Meyer         |
|    | Svizzera (bandiera) | D     | Andy Egli          |
|    | Germania (bandiera) | D     | Lothar Huber       |
|    | Germania (bandiera) | D     | Günter Kutowski    |
|    | Germania (bandiera) | D     | Ralf Loose         |
|    | Germania (bandiera) | D     | Rolf Rüssmann      |
|    | Germania (bandiera) | D     | Bernd Storck       |
|    | Germania (bandiera) | C     | Ingo Anderbrügge   |
|    | Germania (bandiera) | C     | Uli Bittcher       |
|    | Germania (bandiera) | C     | Michael Griehsbach |

| N. |                     | Ruolo | Calciatore       |
| -- | ------------------- | ----- | ---------------- |
|    | Germania (bandiera) | C     | Meinolf Koch     |
|    | Germania (bandiera) | C     | Michael Lusch    |
|    | Germania (bandiera) | C     | Frank Pagelsdorf |
|    | Romania (bandiera)  | C     | Marcel Răducanu  |
|    | Germania (bandiera) | C     | Wolfgang Schüler |
|    | Germania (bandiera) | C     | Jakob Wein       |
|    | Germania (bandiera) | C     | Michael Zorc     |
|    | Germania (bandiera) | A     | Werner Dreßel    |
|    | Germania (bandiera) | A     | Uwe Michel       |
|    | Germania (bandiera) | A     | Daniel Simmes    |
|    | Germania (bandiera) | A     | Jürgen Wegmann   |

## Organigramma societario
Area tecnica
- Allenatore: Erich Ribbeck
- Allenatore in seconda: Reinhard Saftig
- Preparatore dei portieri:
- Preparatori atletici:

## Calciomercato

### Sessione estiva
| Acquisti | Acquisti         | Acquisti          | Acquisti |
| R.       | Nome             | da                | Modalità |
| -------- | ---------------- | ----------------- | -------- |
| C        | Ingo Anderbrügge | Erkenschwick      |          |
| D        | Andy Egli        | Grasshoppers      |          |
| D        | Günter Kutowski  | Paderborn         |          |
| C        | Frank Pagelsdorf | Arminia Bielefeld |          |
| C        | Wolfgang Schüler | Karlsruhe         |          |

| Cessioni | Cessioni             | Cessioni          | Cessioni |
| R.       | Nome                 | a                 | Modalità |
| -------- | -------------------- | ----------------- | -------- |
| D        | Herbert Hein         | TeBe Berlino      |          |
| A        | Erdal Keser          | Galatasaray       |          |
| A        | Siegfried Reich      | Arminia Bielefeld |          |
| D        | Oswald Semlits       | Verl              |          |
| D        | Franz-Josef Tenhagen | Bochum            |          |
| C        | Manfred Walz         | Norimberga        |          |

### Sessione invernale
| Acquisti | Acquisti | Acquisti | Acquisti |
| R.       | Nome     | da       | Modalità |
| -------- | -------- | -------- | -------- |

| Cessioni | Cessioni    | Cessioni         | Cessioni |
| R.       | Nome        | a                | Modalità |
| -------- | ----------- | ---------------- | -------- |
| A        | Bernd Klotz | Waldhof Mannheim |          |

## Risultati

### Bundesliga

#### Girone di andata
| Arbitro: | Dellwing |

|                 |           |                           |
| Zorc 73’ (rig.) | Marcatori | 61’ von Heesen 87’ Magath |

| Arbitro: | Niebergall |

|                       |           |                |
| Herget 35’ Gulich 84’ | Marcatori | 7’ (rig.) Zorc |

| Arbitro: | Heitmann |

|                      |           |                               |
| Klotz 9’ Wegmann 88’ | Marcatori | 32’, 40’ Mill 63’ Hochstätter |

| Arbitro: | Osmers |

|              |           |  |
| Matthäus 61’ | Marcatori |  |

| Arbitro: | Brehm |

|                                      |           |  |
| Wegmann 79’, 90’ Răducanu 85’ (rig.) | Marcatori |  |

| Arbitro: | Horeis |

|                                                                   |           |                     |
| Littbarski 10’ Allofs 20’, 51’ (rig.), 67’, 76’ Engels 55’ (rig.) | Marcatori | 14’ (rig.) Răducanu |

| Arbitro: | Walz |

|                      |           |             |
| Simmes 63’ Klotz 69’ | Marcatori | 64’ Hörster |

| Arbitro: | Matheis |

|                       |           |  |
| Schäfer 15’ Kempe 61’ | Marcatori |  |

| Arbitro: | Theobald |

|  |           |                     |
|  | Marcatori | 47’ Günther 67’ Löw |

| Arbitro: | Zimmermann |

|            |           |                            |
| Walter 90’ | Marcatori | 28’ Anderbrügge 89’ Dreßel |

| Arbitro: | Roth |

|  |           |                                       |
|  | Marcatori | 16’ (aut.) Egli 85’ Brehme 88’ Allofs |

| Düsseldorf 9 novembre 1984, ore 20:00 CET 12ª giornata | Fortuna Düsseldorf | 0 – 0 referto | Borussia Dortmund | Rheinstadion (9 500 spett.)\| Arbitro: \| Correll \| |
| Arbitro:                                               | Correll            |               |                   |                                                      |

| Arbitro: | Tritschler |

|                                     |           |                |
| Zorc 6’ (rig.) Schüler 31’ Egli 78’ | Marcatori | 24’ (rig.) Lux |

| Arbitro: | Wiesel |

|                                |           |           |
| Svensson 20’ Storck 72’ (aut.) | Marcatori | 5’ Storck |

| Arbitro: | Brehm |

|                            |           |  |
| Reich 6’ Hupe 37’ Foda 90’ | Marcatori |  |

| Arbitro: | Barnick |

|                                      |           |          |
| Wegmann 9’ Schüler 22’, 84’ Zorc 78’ | Marcatori | 90’ Thon |

| Arbitro: | Werner |

|                                                     |           |  |
| Neubarth 27’ Reinders 35’ Völler 40’, 50’, 64’, 67’ | Marcatori |  |

#### Girone di ritorno
| Arbitro: | Föckler |

|                                       |           |                          |
| von Heesen 20’, 23’, 49’ Milewski 63’ | Marcatori | 34’ Wegmann 76’ Răducanu |

| Arbitro: | Kautschor |

|                                            |           |  |
| Anderbrügge 17’ Egli 57’, 73’ Răducanu 69’ | Marcatori |  |

| Arbitro: | Assenmacher |

|            |           |          |
| Criens 75’ | Marcatori | 90’ Zorc |

| Arbitro: | Gabor |

|                |           |                     |
| Anderbrügge 7’ | Marcatori | 15’ (rig.) Matthäus |

| Arbitro: | Ahlenfelder |

|                                       |           |                 |
| Fischer 63’ Kuntz 77’, 90’ Schulz 82’ | Marcatori | 85’ (rig.) Zorc |

| Arbitro: | Horeis |

|                              |           |  |
| Zorc 60’ (rig.) Răducanu 78’ | Marcatori |  |

| Arbitro: | Theobald |

|  |           |              |
|  | Marcatori | 82’ Rüssmann |

| Arbitro: | Zimmermann |

|                                        |           |              |
| Loose 23’ Simmes 45’, 80’ Răducanu 46’ | Marcatori | 25’ Allgöwer |

| Arbitro: | Ermer |

|                      |           |                                               |
| Bühler 8’ Künast 42’ | Marcatori | 17’ (rig.) Zorc 20’ Simmes 37’ Loose 65’ Egli |

| Dortmund 15 aprile 1985, ore 15:30 CEST 27ª giornata | Borussia Dortmund | 0 – 0 referto | Waldhof Mannheim | Westfalenstadion (37 000 spett.)\| Arbitro: \| Osmers \| |
| Arbitro:                                             | Osmers            |               |                  |                                                          |

| Arbitro: | Roth |

|                                              |           |  |
| Lang 10’ Brehme 20’, 90’ Allofs 69’ Hoos 88’ | Marcatori |  |

| Arbitro: | Matheis |

|          |           |                      |
| Loose 6’ | Marcatori | 15’ Weikl 66’ Thiele |

| Arbitro: | Scheuerer |

|                                  |           |                                           |
| Ellmerich 40’ (rig.) Posipal 45’ | Marcatori | 24’ Egli 31’ Loose 61’ Simmes 87’ Schüler |

| Arbitro: | Umbach |

|                           |           |          |
| Rüssmann 12’ Răducanu 86’ | Marcatori | 59’ Mohr |

| Arbitro: | Pauly |

|                 |           |                                  |
| Anderbrügge 39’ | Marcatori | 43’ Ozaki 62’ Borchers 84’ Reich |

| Arbitro: | Gabor |

|                                      |           |             |
| Jakobs 15’ Täuber 20’ Kleppinger 90’ | Marcatori | 44’ Schüler |

| Arbitro: | Föckler |

|                      |           |  |
| Schüler 56’ Egli 85’ | Marcatori |  |

### Coppa di Germania
| Arbitro: | Rothbrust |

|                 |           |                                             |
| Marcinkowski 7’ | Marcatori | 37’, 83’ Wegmann 55’, 68’ Schüler 81’ Klotz |

| Arbitro: | Pauly |

|             |           |                     |
| Dreßel 120’ | Marcatori | 96’ Schatzschneider |

| Arbitro: | Brückner |

|                            |           |                            |
| Dietz 42’ Dierßen 61’, 82’ | Marcatori | 3’ Anderbrügge 86’ Wegmann |

## Statistiche

### Statistiche di squadra
| Competizione      | Punti | In casa | In casa | In casa | In casa | In casa | In casa | In trasferta | In trasferta | In trasferta | In trasferta | In trasferta | In trasferta | Totale | Totale | Totale | Totale | Totale | Totale | DR  |
| Competizione      | Punti | G       | V       | N       | P       | Gf      | Gs      | G            | V            | N            | P            | Gf           | Gs           | G      | V      | N      | P      | Gf     | Gs     | DR  |
| ----------------- | ----- | ------- | ------- | ------- | ------- | ------- | ------- | ------------ | ------------ | ------------ | ------------ | ------------ | ------------ | ------ | ------ | ------ | ------ | ------ | ------ | --- |
| Bundesliga        | 30    | 17      | 9       | 2       | 6       | 32      | 21      | 17           | 4            | 2            | 11           | 19           | 44           | 34     | 13     | 4      | 17     | 51     | 65     | -14 |
| Coppa di Germania | -     | 1       | 0       | 1       | 0       | 1       | 1       | 2            | 1            | 0            | 1            | 7            | 4            | 3      | 1      | 1      | 1      | 8      | 5      | +3  |
| Totale            | 30    | 18      | 9       | 3       | 6       | 33      | 22      | 19           | 5            | 2            | 12           | 26           | 48           | 37     | 14     | 5      | 18     | 59     | 70     | -11 |

### Andamento in campionato
| Giornata  | 1  | 2  | 3  | 4  | 5  | 6  | 7  | 8  | 9  | 10 | 11 | 12 | 13 | 14 | 15 | 16 | 17 | 18 | 19 | 20 | 21 | 22 | 23 | 24 | 25 | 26 | 27 | 28 | 29 | 30 | 31 | 32 | 33 | 34 |
| --------- | -- | -- | -- | -- | -- | -- | -- | -- | -- | -- | -- | -- | -- | -- | -- | -- | -- | -- | -- | -- | -- | -- | -- | -- | -- | -- | -- | -- | -- | -- | -- | -- | -- | -- |
| Luogo     | C  | T  | C  | T  | C  | T  | C  | T  | C  | T  | C  | T  | C  | T  | T  | C  | T  | T  | C  | T  | C  | T  | C  | T  | C  | T  | C  | T  | C  | T  | C  | C  | T  | C  |
| Risultato | P  | P  | P  | P  | V  | P  | V  | P  | P  | V  | P  | N  | V  | P  | P  | V  | P  | P  | V  | N  | N  | P  | V  | V  | V  | V  | N  | P  | P  | V  | V  | P  | P  | V  |
| Posizione | 13 | 16 | 17 | 17 | 17 | 17 | 18 | 17 | 17 | 17 | 18 | 18 | 16 | 17 | 17 | 17 | 17 | 17 | 16 | 16 | 15 | 16 | 15 | 15 | 15 | 14 | 14 | 14 | 15 | 14 | 14 | 14 | 15 | 14 |

Legenda:

Luogo: C = Casa; T = Trasferta. Risultato: V = Vittoria; N = Pareggio; P = Sconfitta.

### Statistiche dei giocatori
| Giocatore      | Bundesliga | Bundesliga | Bundesliga  | Bundesliga | Coppa di Germania | Coppa di Germania | Coppa di Germania | Coppa di Germania | Totale   | Totale | Totale      | Totale     |
| Giocatore      | Presenze   | Reti       | Ammonizioni | Espulsioni | Presenze          | Reti              | Ammonizioni       | Espulsioni        | Presenze | Reti   | Ammonizioni | Espulsioni |
| -------------- | ---------- | ---------- | ----------- | ---------- | ----------------- | ----------------- | ----------------- | ----------------- | -------- | ------ | ----------- | ---------- |
| I. Anderbrügge | 31         | 4          | 2           | 0          | 2                 | 1                 | 0                 | 0                 | 33       | 5      | 2           | 0          |
| U. Bittcher    | 24         | 0          | 1           | 0          | 1                 | 0                 | 0                 | 0                 | 25       | 0      | 1           | 0          |
| W. Dreßel      | 18         | 1          | 0           | 0          | 3                 | 1                 | 0                 | 0                 | 21       | 2      | 0           | 0          |
| A. Egli        | 31         | 6          | 9           | 1          | 2                 | 0                 | 0                 | 0                 | 33       | 6      | 9           | 1          |
| M. Griehsbach  | 1          | 0          | 0           | 0          | 0                 | 0                 | 0                 | 0                 | 1        | 0      | 0           | 0          |
| L. Huber       | 13         | 0          | 2           | 0          | 2                 | 0                 | 0                 | 0                 | 15       | 0      | 2           | 0          |
| E. Immel       | 34         | 0          | 1           | 0          | 3                 | 0                 | 0                 | 0                 | 37       | 0      | 1           | 0          |
| B. Klotz       | 12         | 2          | 1           | 0          | 3                 | 1                 | 0                 | 0                 | 15       | 3      | 1           | 0          |
| M. Koch        | 7          | 0          | 0           | 0          | 1                 | 0                 | 0                 | 0                 | 8        | 0      | 0           | 0          |
| G. Kutowski    | 16         | 0          | 2           | 0          | 0                 | 0                 | 0                 | 0                 | 16       | 0      | 2           | 0          |
| R. Loose       | 31         | 4          | 3           | 0          | 1                 | 0                 | 0                 | 0                 | 32       | 4      | 3           | 0          |
| M. Lusch       | 4          | 0          | 0           | 0          | 0                 | 0                 | 0                 | 0                 | 4        | 0      | 0           | 0          |
| R. Meyer       | 0          | 0          | 0           | 0          | 0                 | 0                 | 0                 | 0                 | 0        | 0      | 0           | 0          |
| U. Michel      | 1          | 0          | 0           | 0          | 0                 | 0                 | 0                 | 0                 | 1        | 0      | 0           | 0          |
| F. Pagelsdorf  | 8          | 0          | 0           | 0          | 3                 | 0                 | 1                 | 0                 | 11       | 0      | 1           | 0          |
| R. Rüssmann    | 33         | 2          | 5           | 0          | 3                 | 0                 | 0                 | 0                 | 36       | 2      | 5           | 0          |
| M. Răducanu    | 25         | 7          | 2           | 0          | 0                 | 0                 | 0                 | 0                 | 25       | 7      | 2           | 0          |
| W. Schüler     | 30         | 6          | 3           | 0          | 3                 | 2                 | 0                 | 0                 | 33       | 8      | 3           | 0          |
| D. Simmes      | 29         | 5          | 3           | 0          | 3                 | 0                 | 0                 | 0                 | 32       | 5      | 3           | 0          |
| B. Storck      | 32         | 1          | 0           | 0          | 3                 | 0                 | 1                 | 0                 | 35       | 1      | 1           | 0          |
| J. Wegmann     | 20         | 5          | 1           | 0          | 3                 | 3                 | 0                 | 0                 | 23       | 8      | 1           | 0          |
| J. Wein        | 0          | 0          | 0           | 0          | 0                 | 0                 | 0                 | 0                 | 0        | 0      | 0           | 0          |
| M. Zorc        | 30         | 8          | 3           | 0          | 3                 | 0                 | 1                 | 0                 | 33       | 8      | 4           | 0          |